# Dapsy Gizella
Dapsy Gizella, költői álnevén Nil (férje után Rozsnyai Kálmánné, Losonc, 1883. január 18. – Nógrádverőce, 1940. április 30.) költő, óvónő.

## Életrajz
Hódmezővásárhelyen szerzett óvónői oklevelet, majd Szeghalmon tevékenykedett óvónőként. A Tanácsköztársaság idején a községi és járási direktórium tagja volt, később a román csapatok bevonulása után kommunista gyanússá vált, letartóztatták, s fogva tartották, végül állásvesztésre ítélték. 1926-tól Verőcén élt. Férjével, Rozsnyay Kálmánnal együtt közeli barátságba került Ady Endrével és az Ady családdal.
Költeményeit és elbeszéléseit Nil név alatt jelentette meg, elsősorban lapokban. Munkatársa volt A Jövendő című újságnak, ahol nemcsak költeményeket, hanem három elbeszélést és egy regényrészletet is publikált. Az első világháború idején pacifista verseivel keltett feltűnést. Dosztojevszkij és Puskin műveiből fordított is. 

A budapesti Petőfi Irodalmi Múzeumban található emlékkönyve 280 író és költő saját kezű bejegyzését őrzi.

## Főbb művei
- Zsúrvilág provincián (Gyula, 1904)
- Versek (Békéscsaba, 1905)
- Testamentom (versek 1914–24-ből, Bp., 1925)
- Ady Endre az életben (Bp., 1928)